# Puerto Rico en los Juegos Olímpicos de Montreal 1976
Puerto Rico estuvo representado en los Juegos Olímpicos de Montreal 1976 por un total de 80 deportistas, 73 hombres y 7 mujeres, que compitieron en 12 deportes.
El portador de la bandera en la ceremonia de apertura fue el atleta Téofilo Colón.

## Medallistas
El equipo olímpico puertorriqueño obtuvo las siguientes medallas:
| Nombre            | Deporte | Competición |
| ----------------- | ------- | ----------- |
| Oro               |         |             |
| —                 |         |             |
| Plata             |         |             |
| —                 |         |             |
| Bronce            |         |             |
| Orlando Maldonado | Boxeo   | 48 kg M     |